# Charles Herbert Best
Charles Herbert Best (født 27. februar 1899 i West Pembroke, Maine, USA, død 31. marts 1978 i Toronto, Canada) var en amerikansk-canadisk fysiolog. Han samarbejdede med Frederick Banting, John Macleod og James Collip ved opdagelsen af insulin. Da kun Banting og Macleod blev tildelt Nobelprisen i fysiologi eller medicin i 1923, valgte Banting senere at dele sin del af prisen med Best.
Best var professor i fysiologi ved University of Toronto 1929-1965. Han var medlem af Royal Society, Royal Society of Canada og blev i 1961 valgt som et udenlandsk medlem af det svenske videnskabsakademi.
1. ↑  Navnet er anført på svensk og stammer fra Wikidata hvor navnet endnu ikke findes på dansk.